# Classificação da combinada na Volta a Espanha
A Classificação da combinada da Volta a Espanha é uma das classificações secundárias da Volta a Espanha. É uma classificação que recompensa o ciclista com o melhor ranking com a soma da Classificação geral, da Classificação por pontos e do Grande Prémio da montanha. O líder é o que tem menos pontos na soma da posição das três classificações.

## História
Criada em 1970, não foi até 2006 que se introduziu a camisa branca para o seu líder.

## Palmarés
| Ano       | Ciclista              | Equipa                   | Pontos | Outros maillots             |
| --------- | --------------------- | ------------------------ | ------ | --------------------------- |
| 1970      | Guido Reybrouck       | Germanvox-Wega           |        | Pontos                      |
| 1971      | Cyrille Guimard       | Fagor-Mercier-Hutchinson |        | Pontos Metas volantes       |
| 1972      | José Manuel Fuente    | Kas-Kaskol               |        | Geral Montanha              |
| 1973      | Eddy Merckx           | Molteni                  |        | Geral Pontos Metas volantes |
| 1974      | José Luis Abilleira   | La Caseira               |        | Montanha                    |
| 1975-1985 | não atribuído         |                          |        |                             |
| 1986      | Sean Kelly            | Kas                      |        | Pontos                      |
| 1987      | Laurent Fignon        | Système U                |        | -                           |
| 1988      | Sean Kelly            | Kas-Canal 10             |        | Geral Pontos                |
| 1989      | Óscar de Jesús Vargas | Postobón                 |        | Montanha                    |
| 1990      | Federico Echave       | CLAS-Cajastur            |        | -                           |
| 1991      | Federico Echave       | CLAS-Cajastur            |        | -                           |
| 1992      | Tony Rominger         | CLAS-Cajastur            |        | Geral                       |
| 1993      | Jesús Montoya         | Amaya Seguros            |        | -                           |
| 1994-2001 | não atribuida         |                          |        |                             |
| 2002      | Roberto Heras         | US Postal Service        | 9      | -                           |
| 2003      | Alejandro Valverde    | Kelme-Costa Blanca       | 9      | -                           |
| 2004      | Roberto Heras         | Liberty Seguros-Würth    | 6      | Geral                       |
| 2005      | Roberto Heras         | Liberty Seguros-Würth    | 6      | Geral                       |
| 2006      | Alexander Vinokourov  | Astana-Würth             | 8      | Geral                       |
| 2007      | Denis Menchov         | Rabobank                 | 4      | Geral Montanha              |
| 2008      | Alberto Contador      | Astana                   | 6      | Geral                       |
| 2009      | Alejandro Valverde    | Caisse d'Épargne         | 7      | Geral                       |
| 2010      | Vincenzo Nibali       | Liquigas-Doimo           | 9      | Geral                       |
| 2011      | Juan José Cobo        | Geox-TMC                 | 9      | Geral                       |
| 2012      | Alejandro Valverde    | Movistar                 | 8      | Pontos                      |
| 2013      | Christopher Horner    | RadioShack Leopard       | 5      | Geral                       |
| 2014      | Alberto Contador      | Tinkoff-Saxo             | 6      | Geral                       |
| 2015      | Joaquim Rodríguez     | Team Katusha             | 16     | -                           |
| 2016      | Nairo Quintana        | Movistar Team            | 8      | Geral                       |
| 2017      | Chris Froome          | Team Sky                 | 5      | Geral Pontos                |

## ligações externas
- Site oficial